# Kent Farrington
Kent Philip Farrington (Chicago, 28 de dezembro de 1980) é um ginete de elite estadunidense, especialista em saltos, medalhista olímpico.

## Carreira
Farrington conquistou a medalha de prata por equipes na Rio 2016 montando Voyeur, ao lado de McLain Ward, Lucy Davis e Elizabeth Madden.